# Виктор Близнец
Виктор Близнец (на украински: Віктор Семенович Близнець) е украински съветски писател, автор на произведения в жанра детска литература.

## Биография и творчество
Виктор Близнец е роден на 10 април 1933 г. във Владимировка, Компанеевски район, Кировоградска област, Украйна, в многодетно селско семейство. Родителите му се запознават по време на гражданската война и участват в боевете на Южния фронт против армията на Врангел. Заради Втората световна война той прекъсва училище и работи. След войната завършва средното си образование със златен медал. Като ученик чете много книги и започва да пише стихове. През 1957 г. завършва журналистика в Киевския университет.
След дипломирането си работи по специалността като кореспондент на „Комсомольская правда“, като заведущ отдил на вестник „Комсомольское знамя“, завеждащ отдел на списание „Пионерия“ и заместник главен редактор на издателство „Молодь“.
Като редактор и под влиянието на писателя Всеволод Нестайко започва да пише, като първата му публикация е през 1959 г. През 1963 г. е публикуван първият му сборник с разкази „Ойойкове гнездо“.
Болшинството от произведенията на автора са предназначени за детско-юношеската аудитория. Той успява да разгледа проблемите от тяхното начало и да открие значението на думите и метафорите на ново. Произведенията му са насочени против догматизма и са за въздигане на националното самосъзнание на народа.
За гражданската война в Украйна през 1918 г. и на борбата против фашизма е посвещава повестите си „Подземни барикади“, „Взривът“ и „Птицата на мъстта Симург“.
Виктор Близнец умира на 2 април 1981 г. в Киев, Украйна.
През 1988 г. е удостоен посмъртно с наградата „Леси Украинки“ за повестите си „Звън на паяжинка“, „Женя с Синько“ и „Земля світлячків“. През 2003 г. в негова памет от Международния фонд „Ярослав Мъдри“ е учредена награда „Звук павутинки“ за най-добро произведение за деца.

## Произведения
- Ойойкове гнездо (1963) – сборник разкази
- Паруси над степом (1965) – повест
- Древляни (1968) – повести
- Звук павутинки (1970) – повест
Звън на паяжинка, изд.: ИК „Отечество“, София (1983), прев. Лиляна Минкова
- Мовчун (1972) – повест
- Як гуси з'їли свитку (1972) – сборник
- Женя і Синько (1976) – повест
Женя с Синько, изд.: ИК „Отечество“, София (1983), прев. Лиляна Минкова
- Підземні барикади (1977) – роман
- Як народжується стежка (1977) – сборник разкази
- Партизанська гармата (1978) – сборник разкази
- Земля світлячків (1979) – повест
- Птиця помсти Сімург (1979) – повест, издадена и като „В ту холодну зиму, або Птиця помсти Сімург“
- Золота гора до неба (1980) – сборник
- Людина в снігах (1981) – сборник разкази
- Вибух (1980) – повест